# Питкуль (станция)
Питкуль — железнодорожная станция Мурманского отделения Октябрьской железной дороги на линии Кандалакша — Кола (перев.). Находится на территории городского округа город Полярные Зори с подведомственной территорией в Мурманской области.
Совершает остановку электричка Апатиты-1 — Кандалакша.

## История
Станция Охтоканда и посёлок при ней возникли в 1924 году. В 1935 году переименованы в Питкуль. В ноябре этого же года появилась тяговая подстанция Октябрьской железной дороги.

## География
Расстояние до узловых станций (в километрах): Кандалакша — 65, Кола (перев.) — 197.
Возле станции находится дачный посёлок Питкуль, до 1999 года — самостоятельный населённый пункт.

## Коммерческие операции
Продажа билетов на все пассажирские поезда. Прием и выдача багажа.